# Frederik 4. af Slesvig-Holsten-Gottorp
 Ikke at forveksle med Frederik 4. af Danmark.
Frederik 4. (18. oktober 1671 – 19. juli 1702) var fra 1695 til 1702 hertug i de gottorpske dele af hertugdømmerne Slesvig og Holsten. Han var søn af hertug Christian Albrecht.
I årene 1698 – 1702 byggede hertug Frederik 4. sydfløjen på Gottorp Slot.